# Mausoleo della famiglia reale albanese
Il Mausoleo della famiglia reale (in albanese Mauzoleu i familjes mbretërore) è un edificio di Tirana che ospita le spoglie di Zog I di Albania e funge da mausoleo del Casato degli Zogu.

## Storia
Il primo mausoleo fu costruito nell'area poi occupata dal Parku i Madh tra il 1934 e il 1935 su iniziativa di re Zog I di Albania come tomba monumentale per la regina madre Sadije Toptani, venendo progettato da Qemal Butka. Il mausoleo fu inaugurato il 30 novembre 1935 su una collinetta di Tirana, che divenne nota come collina di Sua Maestà la Regina (in albanese kodra e Naltësisë së Saj Mbretëreshë).
Dopo l'avvento di Enver Hoxha alla guida dell'Albania del secondo dopoguerra il mausoleo fu abbattuto e smantellato nel dicembre 1944, poiché nonostante la cacciata della famiglia reale era ancora un luogo di pellegrinaggio per numerosi monarchici albanesi.
Nel 2012, in occasione delle celebrazioni per il centenario dell'indipendenza dell'Albania, il Primo ministro Sali Berisha annunciò la ricostruzione di un più ampio mausoleo che ospitasse le spoglie della famiglia reale albanese. Il nuovo mausoleo, basato su quello distrutto nel 1944 su progetto dell'architetto Luçjano Bojaxhi, è stato inaugurato il 17 novembre 2012, ospitando le salme di re Zog I di Albania (riesumate dal cimitero parigino di Thiais e traslate per l'occasione in Albania), della regina Géraldine, della regina madre Sadije Toptani, del principe ereditario Leka Zogu e della principessa Susan Cullen-Ward.